# 119
Glej tudi: število 119
119 (CXIX) je bilo navadno leto, ki se je po julijanskem koledarju začelo na soboto.

## Dogodki
- 1. januar